# Corral de la Montería
El corral de la Montería fue un corral de comedias del siglo XVII que se encontraba en el Alcázar de Sevilla, Andalucía, España.

## Historia
En el siglo XVI existieron en Sevilla tres corrales de comedias (el de Don Juan, el de las Atarazanas y el de Doña Elvira) y dos teatros (el de la Alcoba y el de las Higueras). El último de estos que cerró fue el de Doña Elvira, en 1631. En 1607 se construyó el teatro Coliseo.
Las representaciones teatrales tenían una gran audiencia local. Felipe IV, que estuvo en la ciudad del 1 al 12 de marzo de 1624, solicitó la construcción de un corral de comedias en el Alcázar para poder ver las representaciones desde una estancia propia.
Fue situado en el patio del León, junto al patio de la Montería.
El contrato de arrendamiento fue suscrito por el teniente alcalde del Alcázar, Fernando de Céspedes y Velasco, con Diego de Almonacid el Mozo en 1625.
Fue diseñado por los arquitectos Andrés de Oviedo, maestro mayor de la ciudad, y Vermondo Resta. La construcción del mismo comenzó en 1625. Tras la muerte de Vermondo Resta, en diciembre de 1625, la dirección de las obras pasó a estar a cargo de Miguel de Zumárraga.
La construcción fue costeada por Almonacid. Este arrendó algunos aposentos construidos junto al corral para costear parte del mismo.
Su finalización se llevó a cabo cuando se estableció en el contrato, en la Pascua Florida de 1626. Se inauguró el 25 de mayo con una representación de la compañía teatral de Roque Figueroa.
Era de planta ovalada. Tenía muros de ladrillo y pilares de madera. Las bancas, asientos y techumbres eran de pino de Flandes y Segura. Contaba con balcones de hierro. En la parte superior había una pintura de la Fama.
La crisis social y económica de la segunda mitad del siglo XVII hizo que en marzo de 1679 el cabildo de la ciudad escribiera al monarca para que prohibiera, como gesto de piedad cristiana, las representaciones teatrales en el teatro del Coliseo y en el corral de la Montería. Por ello, Consejo del Rey estableció el cese de las representaciones teatrales en esos lugares. Tras esto, el corral no volvió a utizarse para usos teatrales.
En 1691 el corral fue destruido por un incendio. Aunque se planteó su reconstrucción, el proyecto fue abandonado.